# Gerbécourt-et-Haplemont
Gerbécourt-et-Haplemont é uma comuna francesa na região administrativa de Grande Leste, no departamento de Meurthe-et-Moselle. Estende-se por uma área de 5,26 km². Em 2010 a comuna tinha 235 habitantes (densidade: 44,7 hab./km²).